# Bracon leleji
Bracon leleji är en stekelart som beskrevs av Vladimir Ivanovich Tobias 2000. Bracon leleji ingår i släktet Bracon och familjen bracksteklar. Inga underarter finns listade.